# Kikastan Islands
Kikastan Islands är en ögrupp i Kanada.   De ligger i territoriet Nunavut, i den östra delen av landet, 2 300 km norr om huvudstaden Ottawa. De tre största öarna är Akulagok Island, Kekerten Island (13,7 km²) och Tuapait Island.